# بنجامین آنگووا
بنجامین آنگووا (انگلیسی: Benjamin Angoua؛ زادهٔ ۲۸ نوامبر ۱۹۸۶) بازیکن فوتبال اهل ساحل عاج است که در پست مدافع میانی بازی می‌کند.
وی همچنین در تیم ملی فوتبال ساحل عاج بازی کرده‌است.